# Ali del futuro
Ali del futuro (The Sound Barrier) è un film del 1952 diretto da David Lean.

## Riconoscimenti
- BAFTA al miglior film del 1953
- BAFTA per il miglior film britannico